# Elvdalština
Elvdalština (v nativním jazyce övdalsk či övdalską, ve švédštině älvdalska nebo älvdalsmål) je lingvistická varianta severogermánských jazyků, ve Švédsku tradičně považovaná za nářečí švédštiny, dnes považována některými lingvisty za samostatný jazyk.
Jako v některých dalších lidových jazycích mluvených v oblasti kolem jezera Siljan se zde dochovalo značné množství gramatických a fonologických rysů, které lze vystopovat až do staré severštiny, a je považována mezi dalekarlijskými nářečími za nejkonzervativnější a nejzachovalejší. Vzhledem ke značné izolaci nedošlo od středověku v elvdalštině k mnoha jazykovým inovacím.

## Postavení jazyka
Elvdalštinou dnes mluví jen kolem 3000 lidí a její existence se stává ohroženou. Zlepšení by mohlo nastat po případném uznaní elvdalštiny jako minoritního jazyka ve Švédsku, čímž by došlo k rozšíření výuky a ochrany jazyka. V roce 2007 se od švédského parlamentu očekávalo, že problém vyřeší, to se ale nestalo. Evropská rada třikrát urgovala švédskou vládu k opětovnému zvážení statusu elvdalštiny, naposledy v květnu 2009.

## Gramatika

### Morfologie
Elvdalština má vysoce komplexní morfologickou strukturu, částečně zděděnou ze staré severštiny. Např. používá časování sloves podle osoby, 3 jmenné rody a rozlišuje mluvnické pády. Jako v ostatních severogermánských jazycích mají podstatná jména určitou a neurčitou formu.
| warg 'vlk' | Jednotné číslo neurč. | Jednotné číslo urč. | Množné číslo urč. | Množné číslo neurč. |
| nominativ  | warg                  | wardjin             | warger            | wargär              |
| akuzativ   | warg                  | wardjin             | warga             | wargą               |
| dativ      | wardje                | wardjem             | wargum            | wargum(e)           |
| genitiv    | (wardjes)             | wardjemes           | —                 | wargumes            |

Toto je příklad skloňování v elvdalštině, jak ji popsal Levander v roce 1909, někdy také nazývané "klasická elvdalština". V současnosti se může akuzativ v plné formě ztrácet a genitiv byl obecně nahrazen -es formou (viz Dahl & Koptjevskaja-Tamm 2005), nicméně většina mluvčích rozlišuje dativ, který se používá zvláště po předložkách a také pro určitá slovesa (např. jåpa, 'help').

### Syntax
Na rozdíl od jiných švédských lidových jazyků byla syntax elvdalštiny zkoumána na počátku 20. století (Levander 1909). Nicméně, i když syntax elvdalštiny přitahuje stále větší pozornost, značná část syntaktických jevů je stále nedostatečně probádaná.

## Abeceda
V elvdalštině ze všech jazyků nejdéle přetrvaly germánské runy, poslední záznamy psané elvdalskými runami jsou z roku 1900, tyto runy byly variantou dalekarlijských run.
Elvdalština obsahuje mimo písmen ze švédské abecedy navíc písmena s ocáskem označující nazální samohlásky a písmeno Ð,ð pro znělou dentální frikativu.
| Písmeno | A a | Ą ą | B b | C c | D d | Đ ð | E e | Ę ę | F f | G g | H h | I i | Į į | J j | K k | L l | M m | N n | O o | P p | Q q | R r | S s | T t | U u | Ų ų | V v | W w | X x | Y y | Y̨ y̨ | Z z | Å å | Ä ä | Ö ö |

## Příklady

### Číslovky
| Elvdalsky | Česky |
| iett      | jedna |
| twå       | dva   |
| tri       | tři   |
| fyra      | čtyři |
| fem       | pět   |
| sjäks     | šest  |
| sju       | sedm  |
| åtta      | osm   |
| niu       | devět |
| tiu       | deset |